# Jealous Ones Still Envy (J.O.S.E.)
Jealous Ones Still Envy (J.O.S.E.) este al patrulea album al lui Fat Joe. Este cel mai popular album al său, având hitul „What's Luv?” cântat împreună cu Ashanti.

## Ordinea pieselor
| #  | Titlu                                | Producător(i)                 | Cântăreț(i)                                   |
| -- | ------------------------------------ | ----------------------------- | --------------------------------------------- |
| 1  | „Intro”                              | LV & Sean Cane for The Hitmen | *Interlude*                                   |
| 2  | „J.O.S.E.”                           | Psycho Les                    | Fat Joe                                       |
| 3  | „King Of N.Y.”                       | Cool & Dre                    | Buju Banton Fat Joe                           |
| 4  | „Opposites Attract (What They Like)” | Self                          | Fat Joe Remy Ma                               |
| 5  | „Definition Of A Don”                | Alchemist                     | Fat Joe Remy Ma                               |
| 6  | „My Lifestyle”                       | Buckwild                      | Fat Joe                                       |
| 7  | „We Thuggin' ”                       | Ron G                         | Fat Joe R. Kelly                              |
| 8  | „Fight Club”                         | Reef                          | Fat Joe M.O.P. Petey Pablo                    |
| 9  | „What's Luv?”                        | Chinky Irv Gotti              | Ashanti Fat Joe Ja Rule                       |
| 10 | „He's Not Real (Intro)”              |                               | *Interlude*                                   |
| 11 | „He's Not Real”                      | Richard Frierson              | Fat Joe Prospect Remy Ma                      |
| 12 | „The Fuck Up (Interlude)”            |                               | *Interlude*                                   |
| 13 | „Get The Hell On With That”          | Bink                          | Armageddon Fat Joe Ludacris                   |
| 14 | „It's O.K.”                          | Sean Cane for The Hitmen      | Fat Joe                                       |
| 15 | „Murder Rap”                         | Rockwilder                    | Armageddon Fat Joe                            |
| 16 | „The Wild Life”                      | DJ Nasty LVM                  | Fat Joe Prospect Xzibit                       |
| 17 | „Still Real”                         | Buckwild                      | Fat Joe                                       |
| 18 | „We Thuggin' (Remix)”                | Ron G                         | Busta Rhymes Fat Joe Noreaga R. Kelly Remy Ma |